# Liste des médaillés aux Jeux olympiques d'hiver de 2006
Cet article liste les athlètes ayant remporté une médaille aux Jeux olympiques d'hiver de 2006 à Turin en Italie du 10 au 26 février 2006.

## Biathlon
| Épreuves                                  | Or                                                                     | Argent                                                                  | Bronze                                                                         |
| ----------------------------------------- | ---------------------------------------------------------------------- | ----------------------------------------------------------------------- | ------------------------------------------------------------------------------ |
| Hommes                                    |                                                                        |                                                                         |                                                                                |
| 10 km sprint résultats détaillés          | Sven Fischer (GER)                                                     | Halvard Hanevold (NOR)                                                  | Frode Andresen (NOR)                                                           |
| Poursuite 12,5 km résultats détaillés     | Vincent Defrasne (FRA)                                                 | Ole Einar Björndalen (NOR)                                              | Sven Fischer (GER)                                                             |
| 20 km individuel résultats détaillés      | Michael Greis (GER)                                                    | Ole Einar Björndalen (NOR)                                              | Halvard Hanevold (NOR)                                                         |
| 15 km départ groupé résultats détaillés   | Michael Greis (GER)                                                    | Tomasz Sikora (POL)                                                     | Ole Einar Björndalen (NOR)                                                     |
| relais 4×7,5 km résultats détaillés       | Allemagne Sven Fischer Ricco Groß Michael Greis Michael Rösch          | Russie Nikolay Kruglov Pavel Rostovtsev Sergei Tchepikov Ivan Tcherezov | France Ferréol Cannard Vincent Defrasne Raphaël Poirée Julien Robert           |
| Femmes                                    |                                                                        |                                                                         |                                                                                |
| 7,5 km sprint résultats détaillés         | Florence Baverel-Robert (FRA)                                          | Anna Carin Olofsson (SWE)                                               | Lilia Efremova (UKR)                                                           |
| Poursuite 10 km résultats détaillés       | Kati Wilhelm (GER)                                                     | Martina Glagow (GER)                                                    | Albina Akhatova (RUS)                                                          |
| 15 km individuel résultats détaillés      | Svetlana Ishmouratova (RUS)                                            | Martina Glagow (GER)                                                    | Albina Akhatova (RUS)                                                          |
| 12,5 km départ groupé résultats détaillés | Anna Carin Olofsson (SWE)                                              | Kati Wilhelm (GER)                                                      | Uschi Disl (GER)                                                               |
| relais 4×7,5 km résultats détaillés       | Russie Albina Akhatova Anna Bogali Svetlana Ishmouratova Olga Zaïtseva | Allemagne Katrin Apel Martina Glagow Andrea Henkel Kati Wilhelm         | France Sandrine Bailly Florence Baverel-Robert Sylvie Becaert Delphyne Peretto |

## Bobsleigh
| Épreuves                         | Or                                                        | Argent                                                                     | Bronze                                                       |
| -------------------------------- | --------------------------------------------------------- | -------------------------------------------------------------------------- | ------------------------------------------------------------ |
| Hommes                           |                                                           |                                                                            |                                                              |
| Bob à deux résultats détaillés   | Allemagne Kevin Kuske Andre Lange                         | Canada Pierre Lueders Lascelles Brown                                      | Suisse Martin Annen Beat Hefti                               |
| Bob à quatre résultats détaillés | Allemagne Rene Hoppe Kevin Kuske Andre Lange Martin Putze | Russie Filipp Egorov Alexej Seliverstov Alekseï Voïevoda Alexandre Zoubkov | Suisse Martin Annen Cédric Grand Beat Hefti Thomas Lamparter |
| Femmes                           |                                                           |                                                                            |                                                              |
| Bob à deux résultats détaillés   | Allemagne Anja Schneiderheinze Sandra Prokoff             | États-Unis Valerie Fleming Shauna Rohbock                                  | Italie Jennifer Isacco Gerda Weissensteiner                  |

## Combiné nordique
| Épreuves                       | Or                                                                    | Argent                                                               | Bronze                                                              |
| ------------------------------ | --------------------------------------------------------------------- | -------------------------------------------------------------------- | ------------------------------------------------------------------- |
| Hommes                         |                                                                       |                                                                      |                                                                     |
| Individuel résultats détaillés | Georg Hettich (GER)                                                   | Felix Gottwald (AUT)                                                 | Magnus Moan (NOR)                                                   |
| Sprint résultats détaillés     | Felix Gottwald (AUT)                                                  | Magnus Moan (NOR)                                                    | Georg Hettich (GER)                                                 |
| Par équipe résultats détaillés | Autriche Christoph Bieler Felix Gottwald Michael Gruber Mario Stecher | Allemagne Ronny Ackermann Jens Gaiser Georg Hettich Björn Kircheisen | Finlande Anssi Koivuranta Antti Kuisma Hannu Manninen Jaakko Tallus |

## Curling
| Épreuves                             | Or                                                                        | Argent                                                                                 | Bronze                                                                           |
| ------------------------------------ | ------------------------------------------------------------------------- | -------------------------------------------------------------------------------------- | -------------------------------------------------------------------------------- |
| Tournoi masculin résultats détaillés | Canada Mike Adam Brad Gushue Russ Howard Jamie Korab Mark Nichols         | Finlande Kalle Kiiskinen Wille Makela Teemu Salo Jani Sullanmaa Markku Uusipaavalniemi | États-Unis Scott Baird Pete Fenson Joe Polo Shawn Rojeski John Shuster           |
| Tournoi féminin résultats détaillés  | Suède Ulrika Bergman Cathrine Lindahl Eva Lund Anette Norberg Anna Svaerd | Suisse Binia Beeli Manuela Kormann Michele Moser Mirjam Ott Valeria Spaelty            | Canada Glenys Bakker Sandra Jenkins Christine Keshen Shannon Kleibrink Amy Nixon |

## Hockey sur glace
| Épreuves                             | Or | Argent | Bronze |
| ------------------------------------ | --- | --- | --- |
| Tournoi masculin résultats détaillés | Suède Daniel Alfredsson Per Johan Axelsson Christian Bäckman Peter Forsberg Mika Hannula Niclas Hävelid Tomas Holmström Jörgen Jönsson Kenny Jönsson Niklas Kronwall Nicklas Lidström Stefan Liv Henrik Lundqvist Fredrik Modin Mattias Öhlund Samuel Påhlsson Mikael Samuelsson Daniel Sedin Henrik Sedin Mats Sundin Ronnie Sundin Mikael Tellqvist Daniel Tjärnqvist Henrik Zetterberg | Finlande Niklas Bäckström Aki-Petteri Berg Niklas Hagman Jukka Hentunen Jussi Jokinen Olli Jokinen Niko Kapanen Mikko Koivu Saku Koivu Lasse Kukkonen Antti Laaksonen Jere Lehtinen Toni Lydman Antti-Jussi Niemi Ville Nieminen Antero Niittymäki Fredrik Norrena Petteri Nummelin Teppo Numminen Ville Peltonen Jarkko Ruutu Teemu Selänne Sami Salo Kimmo Timonen | République tchèque Jan Bulis Petr Čajánek Patrik Eliáš Martin Erat Dominik Hašek Milan Hejduk Aleš Hemský Milan Hnilička Jaromír Jágr František Kaberle Tomáš Kaberle Aleš Kotalík Filip Kuba Pavel Kubina Robert Lang Marek Malík Rostislav Olesz Václav Prospal Martin Ručinský Jaroslav Špaček Martin Straka Tomáš Vokoun David Výborný Marek Židlický |
| Tournoi féminin résultats détaillés  | Canada Meghan Agosta Gillian Apps Jennifer Botterill Cassie Campbell Gillian Ferrari Danielle Goyette Jayna Hefford Becky Kellar Gina Kingsbury Charline Labonté Carla MacLeod Caroline Ouellette Cherie Piper Cheryl Pounder Colleen Sostorics Kim St-Pierre Vicky Sunohara Sarah Vaillancourt Katie Weatherston Hayley Wickenheiser                                                     | Suède Cecilia Andersson Gunilla Andersson Jenni Asserholt Ann-Louise Edstrand Joa Elfsberg Emma Eliasson Erika Holst Nanna Jansson Ylva Lindberg Jenny Lindqvist Kristina Lundberg Kim Martin Frida Nevalainen Emilie O'Konor Maria Rooth Danijela Rundqvist Therese Sjölander Katarina Timglas Anna Vikman Pernilla Winberg                                         | États-Unis Caitlin Cahow Julie Chu Natalie Darwitz Pam Dreyer Tricia Dunn-Luoma Molly Engstrom Chanda Gunn Jamie Hagerman Kim Insalaco Kathleen Kauth Courtney Kennedy Katie King Kristin King Sarah Parsons Jenny Potter Helen Resor Angela Ruggiero Kelly Stephens Lyndsay Wall Krissy Wendell                                                          |

## Luge
| Épreuves                   | Or                                      | Argent                                      | Bronze                                           |
| -------------------------- | --------------------------------------- | ------------------------------------------- | ------------------------------------------------ |
| Hommes                     |                                         |                                             |                                                  |
| Simple résultats détaillés | Armin Zöggeler (ITA)                    | Albert Demtschenko (RUS)                    | Martins Rubenis (LAT)                            |
| Double résultats détaillés | Autriche Andreas Linger Wolfgang Linger | Allemagne André Florschütz Torsten Wustlich | Italie Oswald Haselrieder Gerhard Plankensteiner |
| Femmes                     |                                         |                                             |                                                  |
| Simple résultats détaillés | Sylke Otto (GER)                        | Silke Kraushaar (GER)                       | Tatjana Hüfner (GER)                             |

## Patinage artistique
| Épreuves                       | Or                                       | Argent                                   | Bronze                                  |
| ------------------------------ | ---------------------------------------- | ---------------------------------------- | --------------------------------------- |
| Hommes                         |                                          |                                          |                                         |
| Individuel résultats détaillés | Evgeni Plushenko (RUS)                   | Stéphane Lambiel (SUI)                   | Jeffrey Buttle (CAN)                    |
| Femmes                         |                                          |                                          |                                         |
| Individuel résultats détaillés | Shizuka Arakawa (JPN)                    | Sasha Cohen (USA)                        | Irina Sloutskaïa (RUS)                  |
| Mixte                          |                                          |                                          |                                         |
| Couples résultats détaillés    | Russie Tatiana Totmianina Maksim Marinin | Chine Zhang Dan Zhang Hao                | Chine Shen Xue Zhao Hongbo              |
| Danse résultats détaillés      | Russie Tatiana Navka Roman Kostomarov    | États-Unis Tanith Belbin Benjamin Agosto | Ukraine Olena Hrushyna Ruslan Honcharov |

## Patinage de vitesse
| Épreuves                       | Or                                                                        | Argent                                                                        | Bronze                                                                         |
| ------------------------------ | ------------------------------------------------------------------------- | ----------------------------------------------------------------------------- | ------------------------------------------------------------------------------ |
| Hommes                         |                                                                           |                                                                               |                                                                                |
| 500 m résultats détaillés      | Joey Cheek (USA)                                                          | Dmitri Dorofeyev (RUS)                                                        | Lee Kang-Seok (KOR)                                                            |
| 1 000 m résultats détaillés    | Shani Davis (USA)                                                         | Joey Cheek (USA)                                                              | Erben Wennemars (NED)                                                          |
| 1 500 m résultats détaillés    | Enrico Fabris (ITA)                                                       | Shani Davis (USA)                                                             | Chad Hedrick (USA)                                                             |
| 5 000 m résultats détaillés    | Chad Hedrick (USA)                                                        | Sven Kramer (NED)                                                             | Enrico Fabris (ITA)                                                            |
| 10 000 m résultats détaillés   | Bob de Jong (NED)                                                         | Chad Hedrick (USA)                                                            | Carl Verheijen (NED)                                                           |
| Par équipe résultats détaillés | Italie Matteo Anesi Stefano Donagrandi Enrico Fabris Ippolito Sanfratello | Canada Arne Dankers Steven Elm Denny Morrison Jason Parker Justin Warsylewicz | Pays-Bas Sven Kramer Rintje Ritsma Mark Tuitert Carl Verheijen Erben Wennemars |
| Femmes                         |                                                                           |                                                                               |                                                                                |
| 500 m résultats détaillés      | Svetlana Zhurova (RUS)                                                    | Manli Wang (CHN)                                                              | Hui Ren (CHN)                                                                  |
| 1 000 m résultats détaillés    | Marianne Timmer (NED)                                                     | Cindy Klassen (CAN)                                                           | Anni Friesinger (GER)                                                          |
| 1 500 m résultats détaillés    | Cindy Klassen (CAN)                                                       | Kristina Groves (CAN)                                                         | Ireen Wüst (NED)                                                               |
| 3 000 m résultats détaillés    | Ireen Wüst (NED)                                                          | Renate Groenewold (NED)                                                       | Cindy Klassen (CAN)                                                            |
| 5 000 m résultats détaillés    | Clara Hughes (CAN)                                                        | Claudia Pechstein (GER)                                                       | Cindy Klassen (CAN)                                                            |
| Par équipe résultats détaillés | Allemagne Daniela Anschütz-Thoms Anni Friesinger Claudia Pechstein        | Canada Kristina Groves Clara Hughes Christine Nesbitt                         | Russie Yekaterina Abramova Yekaterina Lobysheva Svetlana Vysokova              |

## Patinage de vitesse sur piste courte
| Épreuves                          | Or                                                                          | Argent                                                                                | Bronze                                                                    |
| --------------------------------- | --------------------------------------------------------------------------- | ------------------------------------------------------------------------------------- | ------------------------------------------------------------------------- |
| Hommes                            |                                                                             |                                                                                       |                                                                           |
| 500 m résultats détaillés         | Apolo Anton Ohno (USA)                                                      | François-Louis Tremblay (CAN)                                                         | Hyun-Soo Ahn (KOR)                                                        |
| 1 000 m résultats détaillés       | Hyun-Soo Ahn (KOR)                                                          | Ho-Suk Lee (KOR)                                                                      | Apolo Anton Ohno (USA)                                                    |
| 1 500 m résultats détaillés       | Hyun-Soo Ahn (KOR)                                                          | Ho-Suk Lee (KOR)                                                                      | Jiajun Li (CHN)                                                           |
| relais 5000 m résultats détaillés | Corée du Sud Hyun-Soo Ahn Ho-Suk Lee Se-Jong Oh Ho-Jin Seo Suk-Woo Song     | Canada Éric Bédard Charles Hamelin François-Louis Tremblay Mathieu Turcotte           | États-Unis Apolo Anton Ohno J.P. Kepka Alex Izykowski Rusty Smith         |
| Femmes                            |                                                                             |                                                                                       |                                                                           |
| 500 m résultats détaillés         | Wang Meng (CHN)                                                             | Evgenia Radanova (BUL)                                                                | Anouk Leblanc-Boucher (CAN)                                               |
| 1 000 m résultats détaillés       | Jin Sun-Yu (KOR)                                                            | Wang Meng (CHN)                                                                       | Yang Yang (A) (CHN)                                                       |
| 1 500 m résultats détaillés       | Jin Sun-Yu (KOR)                                                            | Choi Eun-kyung (KOR)                                                                  | Wang Meng (CHN)                                                           |
| relais 3000 m résultats détaillés | Corée du Sud Byun Chun-sa Choi Eun-kyung Jeon Da-hye Jin Sun-yu Kang Yun-mi | Canada Alanna Kraus Anouk Leblanc-Boucher Amanda Overland Kalyna Roberge Tania Vicent | Italie Marta Capurso Arianna Fontana Cecillia Maffei Katia Zini Mara Zini |

## Saut à ski
| Épreuves                           | Or                                                                      | Argent                                                          | Bronze                                                                    |
| ---------------------------------- | ----------------------------------------------------------------------- | --------------------------------------------------------------- | ------------------------------------------------------------------------- |
| Hommes                             |                                                                         |                                                                 |                                                                           |
| Petit tremplin résultats détaillés | Lars Bystøl (NOR)                                                       | Matti Hautamäki (FIN)                                           | Adam Małysz (NOR)                                                         |
| Grand tremplin résultats détaillés | Thomas Morgenstern (AUT)                                                | Andreas Kofler (AUT)                                            | Lars Bystøl (NOR)                                                         |
| Par équipe résultats détaillés     | Autriche Martin Koch Andreas Kofler Thomas Morgenstern Andreas Widhölzl | Finlande Janne Ahonen Janne Happonen Matti Hautamäki Tami Kiuri | Norvège Lars Bystøl Tommy Ingebrigtsen Roar Ljøkelsøy Bjørn Einar Romøren |

## Skeleton
| Épreuves                   | Or                  | Argent               | Bronze                      |
| -------------------------- | ------------------- | -------------------- | --------------------------- |
| Hommes résultats détaillés | Duff Gibson (CAN)   | Jeff Pain (CAN)      | Gregor Stähli (SUI)         |
| Femmes résultats détaillés | Maya Pedersen (SUI) | Shelley Rudman (GBR) | Mellisa Hollingsworth (CAN) |

## Ski acrobatique
| Épreuves                   | Or                    | Argent                   | Bronze                 |
| -------------------------- | --------------------- | ------------------------ | ---------------------- |
| Hommes                     |                       |                          |                        |
| Bosses résultats détaillés | Dale Begg-Smith (AUS) | Mikko Ronkainen (FIN)    | Toby Dawson (USA)      |
| Saut résultats détaillés   | Xiaopen Han (CHN)     | Dmitri Dashchinsky (BLR) | Vladimir Lebedev (RUS) |
| Femmes                     |                       |                          |                        |
| Bosses résultats détaillés | Jennifer Heil (CAN)   | Kari Traa (NOR)          | Sandra Laoura (FRA)    |
| Saut résultats détaillés   | Evelyne Leu (SUI)     | Nina Li (CHN)            | Alisa Camplin (AUS)    |

## Ski alpin
| Épreuves                     | Or                         | Argent                   | Bronze                      |
| ---------------------------- | -------------------------- | ------------------------ | --------------------------- |
| Hommes                       |                            |                          |                             |
| Descente résultats détaillés | Antoine Dénériaz (FRA)     | Michael Walchhofer (AUT) | Bruno Kernen (SUI)          |
| Super-G résultats détaillés  | Kjetil André Aamodt (NOR)  | Hermann Maier (AUT)      | Ambrosi Hoffmann (SUI)      |
| Géant résultats détaillés    | Benjamin Raich (AUT)       | Joël Chenal (FRA)        | Hermann Maier (AUT)         |
| Slalom résultats détaillés   | Benjamin Raich (AUT)       | Reinfried Herbst (AUT)   | Rainer Schönfelder (AUT)    |
| Combiné résultats détaillés  | Ted Ligety (USA)           | Ivica Kostelić (CRO)     | Rainer Schönfelder (AUT)    |
| Femmes                       |                            |                          |                             |
| Descente résultats détaillés | Michaela Dorfmeister (AUT) | Martina Schild (SUI)     | Anja Pärson (SWE)           |
| Super-G résultats détaillés  | Michaela Dorfmeister (AUT) | Janica Kostelić (CRO)    | Alexandra Meissnitzer (AUT) |
| Géant résultats détaillés    | Julia Mancuso (USA)        | Tanja Poutiainen (FIN)   | Anna Ottosson (SWE)         |
| Slalom résultats détaillés   | Anja Pärson (SWE)          | Nicole Hosp (AUT)        | Marlies Schild (AUT)        |
| Combiné résultats détaillés  | Ivica Kostelić (CRO)       | Marlies Schild (AUT)     | Anja Pärson (SWE)           |

## Ski de fond
| Épreuves                              | Or                                                                                            | Argent                                                                       | Bronze                                                                      |
| ------------------------------------- | --------------------------------------------------------------------------------------------- | ---------------------------------------------------------------------------- | --------------------------------------------------------------------------- |
| Hommes                                |                                                                                               |                                                                              |                                                                             |
| 15 km classique résultats détaillés   | Andrus Veerpalu (EST)                                                                         | Lukáš Bauer (CZE)                                                            | Tobias Angerer (GER)                                                        |
| Poursuite 30 km résultats détaillés   | Eugeni Dementiev (RUS)                                                                        | Frode Estil (NOR)                                                            | Pietro Piller Cottrer (ITA)                                                 |
| 50 km libre résultats détaillés       | Giorgio Di Centa (ITA)                                                                        | Eugeni Dementiev (RUS)                                                       | Mikhail Botvinov (AUT)                                                      |
| 1,5 km sprint résultats détaillés     | Björn Lind (SWE)                                                                              | Roddy Darragon (FRA)                                                         | Thobias Fredriksson (SWE)                                                   |
| Relais 4 × 10 km résultats détaillés  | Italie Pietro Piller Cottrer Giorgio Di Centa Fulvio Valbusa Cristian Zorzi                   | Allemagne Tobias Angerer Jens Filbrich Andreas Schlütter René Sommerfeldt    | Suède Mathias Fredriksson Mats Larsson Johan Olsson Anders Södergren        |
| Sprint par équipe résultats détaillés | Suède Thobias Fredriksson Björn Lind                                                          | Norvège Tor Arne Hetland Jens Arne Svartedal                                 | Russie Ivan Alypov Vassili Rotchev                                          |
| Femmes                                |                                                                                               |                                                                              |                                                                             |
| 10 km classique résultats détaillés   | Kristina Šmigun (EST)                                                                         | Marit Bjørgen (NOR)                                                          | Hilde Pedersen (NOR)                                                        |
| Poursuite 15 km résultats détaillés   | Kristina Šmigun (EST)                                                                         | Kateřina Neumannová (CZE)                                                    | Evgenia Medvedeva-Abruzova (RUS)                                            |
| 30 km libre résultats détaillés       | Kateřina Neumannová (CZE)                                                                     | Julija Tchepalova (RUS)                                                      | Justyna Kowalczyk (POL)                                                     |
| 1,5 km sprint résultats détaillés     | Chandra Crawford (CAN)                                                                        | Claudia Künzel (GER)                                                         | Alena Sidko (RUS)                                                           |
| Relais 4 × 5 km résultats détaillés   | Russie Natalia Baranova-Masolkina Larisa Kurkina Evgenia Medvedeva-Abruzova Julija Tchepalova | Allemagne Viola Bauer Stefanie Böhler Claudia Künzel Evi Sachenbacher Stehle | Italie Antonella Confortola Arianna Follis Gabriella Paruzzi Sabina Valbusa |
| Sprint par équipe résultats détaillés | Suède Lina Andersson Anna Dahlberg                                                            | Canada Beckie Scott Sara Renner                                              | Finlande Virpi Kuitunen Aino Kaisa Saarinen                                 |

## Snowboard
| Épreuves                                   | Or                   | Argent                   | Bronze                     |
| ------------------------------------------ | -------------------- | ------------------------ | -------------------------- |
| Hommes                                     |                      |                          |                            |
| Cross résultats détaillés                  | Seth Wescott (USA)   | Radoslav Zidek (SVK)     | Paul-Henri de Le Rue (FRA) |
| Half-pipe résultats détaillés              | Shaun White (USA)    | Daniel Kass (USA)        | Markku Koski (FIN)         |
| Slalom géant parallèle résultats détaillés | Philipp Schoch (SUI) | Simon Schoch (SUI)       | Siegfried Grabner (AUT)    |
| Femmes                                     |                      |                          |                            |
| Cross résultats détaillés                  | Tanja Frieden (SUI)  | Lindsey Jacobellis (USA) | Dominique Maltais (CAN)    |
| Half-pipe résultats détaillés              | Hannah Teter (USA)   | Gretchen Bleiler (USA)   | Kjersti Buaas (NOR)        |
| Slalom géant parallèle résultats détaillés | Daniela Meuli (SUI)  | Amelie Kober (GER)       | Rosey Fletcher (USA)       |